# Stazione di Mendrisio
La stazione di Mendrisio è una stazione ferroviaria posta sulle linee ferroviarie Mendrisio-Malnate Olona, Mendrisio-Stabio e Chiasso-Immensee (ferrovia del Gottardo).
La stazione è a servizio dell'omonima città. L'impianto è gestito dalle Ferrovie Federali Svizzere (FFS).

## Storia
La stazione fu aperta nel 1882.
Dal 1926 al 1928 la stazione fu capolinea della ferrovia Castellanza-Valmorea-Stabio-Mendrisio. Nel 1928 la linea da Mendrisio a Valmorea fu soppressa ma in territorio svizzero la ferrovia rimase in uso solo per il servizio merci.
Tra il 1995 e il 2007, fu riaperta (per fini turistici) la linea da Stabio a Malnate Olona.
Dal 1º dicembre 2008 al 31 maggio 2014 la tratta Mendrisio-Stabio fu coinvolta nei lavori di raddoppio e elettrificazione connessi alla nuova ferrovia Mendrisio-Varese.
Dal 26 novembre 2014 è in servizio una tratta della linea ferroviaria Mendrisio-Varese, ricostruita da Mendrisio al confine.

## Strutture e impianti
La stazione dispone di cinque binari passanti, tutti serviti da una banchina e raggiungibili tramite sottopasso.
È presente un ufficio FFS e un piccolo chiosco. Vi sono anche parcheggi Park and Rail e una tettoia per le biciclette.

## Movimento
La stazione è servita principalmente dai treni transfrontalieri S10, S40, S50 e S90 della rete celere del Canton Ticino, eserciti da TiLo da e per Varese/Malpensa Aeroporto, Como San Giovanni e Bellinzona.
Nelle ore di punta si fermano anche i convogli RegioExpress (RE) e taluni servizi a lunga percorrenza.

## Interscambi
Sono presenti due fermate di bus: "Mendrisio, Stazione", servita da bus dell'autolinea Mendrisiense e "Mendrisio, Stazione Transito Bus", centro delle linee gestite da Autopostale nel Mendrisiotto.